# Совхозный сельсовет (Искитимский район)
Совхо́зный сельсове́т — сельское поселение в Искитимском районе Новосибирской области Российской Федерации.
Административный центр — село Лебедёвка.

## География
Расположено в юго-восточной части Новосибирской области. Расстояние до районного центра города Искитима  — 5 км. Протяженность поселения с севера на юг составляет 10 км, с запада на восток — 30 км.

## История
Статус и границы сельского поселения установлены Законом Новосибирской области от 2 июня 2004 года № 200-ОЗ «О статусе и границах муниципальных образований Новосибирской области»

## Население
| 2002  | 2010  | 2012  | 2013  | 2014  | 2015  | 2016  |
| ----- | ----- | ----- | ----- | ----- | ----- | ----- |
| 3796  | ↗3937 | ↗4051 | ↗4184 | ↗4241 | ↗4331 | ↗4345 |
| 2017  | 2018  | 2019  | 2020  | 2021  |       |       |
| →4345 | ↘4327 | ↘4321 | ↗4339 | ↗4837 |       |       |

## Состав сельского поселения
| № | Населённый пункт | Тип населённого пункта       | Население |
| - | ---------------- | ---------------------------- | --------- |
| 1 | 52 км            | железнодорожный разъезд      | ↘65       |
| 2 | Казарма 45 км    | разъезд                      | →50       |
| 3 | Лебедёвка        | село, административный центр | ↗3356     |
| 4 | Маяк             | посёлок                      | ↘502      |
| 5 | Санаторный       | посёлок                      | ↗4        |
| 6 | Сельская         | железнодорожная станция      | ↗200      |
| 7 | Сосновка         | село                         | ↘681      |

## Инфраструктура
На территории поселения функционируют сельскохозяйственные предприятия, предприятие по производству мебели, торговли, жилищно-коммунального хозяйства, электросвязи, здравоохранения, образования.
Специализацией поселения является сельское хозяйство: ЗАО "Агрофирма «Лебедевская», ЗАО «Коченевская птицефабрика».
Выпуском промышленной продукции занимается ЗАО «Салаир» (изготовление и продажа мебели).
Медицинское обслуживание жителей осуществляют Лебедевская амбулатория и фельдшерско-акушерские пункты в с. Сосновка, п. Маяк, на ст. Сельская.
В системе образования функционирует один детский сад три общеобразовательные школы и школа искусств.
В селах Лебедёвка и Сосновка, в поселке Маяк работают библиотеки. МУК «Лебедёвский центр досуга», объединивший Дом культуры с. Лебедёвка и клубы с. Сосновка, п. Маяк, и ст. Сельская.
На базе стадиона с. Лебедёвка создано МУСК «Молодость».
Жилищно-коммунальные услуги на территории сельсовета оказывает МУП ЖКХ «Лебедевское».